# Ramón Pardiñas
Ramón Pardiñas Villardefrancos i Taboada (Santiago de Compostel·la, 1802 -  Maella, 1 d'octubre de 1838) va ser un destacat militar i polític espanyol, mort en combat en la Primera Guerra Carlina.

## Biografia
Fill de José Rafael Pardiñas Villardefrancos i Varela, també militar, i d'Ana María Taboada i Moscoso, Pardiñas va ingressar en l'exèrcit espanyol el 1816, com a sotstinent en el Regiment Provincial de Santiago de Compostel·la. Mort Fernando VII, va combatre en la Primera Guerra Carlina, prenent partit pel bàndol cristí. Va ser escollit diputat a Corts el 1834 i el 1837. Aquest mateix any aconseguiria el càrrec de brigadier, i l'any següent el de Mestre de Camp.
Va morir en la Batalla de Maella, en la qual va ser derrotat per Ramon Cabrera.